# Adam Pearson
Adam Pearson, född 6 januari 1985 i Croydon i södra London, är en brittisk skådespelare, programledare och aktivist.
Pearson blev som femåring diagnostiserad med sjukdomen neurofibromatos typ 1, efter att en bula, som han hade fått efter ett slag mot huvudet, inte hade läkt och försvunnit. Sjukdomen hade dock redan uppstått genom en spontan mutation under fosterstadiet, under tiden som modern Marilyn Pearson var gravid med honom och hans tvillingbror, Neil Pearson. Även tvillingbrodern har samma typ av sjukdom, dock med en väldigt markant skillnad vad det gäller symtom. Pearson är bosatt i Addiscombe, som liksom födelseorten Croydon, ligger i den södra delen av London.
Pearson debuterade som skådespelare i filmen Under the Skin år 2013, där han bland annat spelade mot Scarlett Johansson. År 2024 spelade han rollen som Oswald i filmen A Different Man, som nominerades till ett flertal priser, bland annat på Independent Spirit Awards och Gotham Awards. I maj 2025 blev det även känt att han skulle spela rollen som Joseph Merrick i en filmatisering av Bernard Pomerances pjäs Elefantmannen (engelska: The Elephant Man), som kommer att bli den andra filmatiseringen efter Elefantmannen från 1980. Han kommer därmed att bli den första skådespelaren med en funktionsvariation, som tar sig an denna typ av roll på film.

## Filmografi (i urval)

### Skådespelarroller
| År   | Titel           | Roll                   | Noter |
| ---- | --------------- | ---------------------- | ----- |
| 2013 | Under the Skin  | Den missbildade mannen |       |
| 2024 | A Different Man | Oswald                 |       |